# Aruana vanstraeleni
Aruana vanstraeleni is een spinnensoort in de taxonomische indeling van de springspinnen (Salticidae). De soort komt voor in Nieuw-Guinea.
Het dier behoort tot het geslacht Aruana. De wetenschappelijke naam van de soort werd voor het eerst geldig gepubliceerd in 1938 door Carl Friedrich Roewer.